# Osidda
Osidda (en sard, Osidde) és un municipi italià, dins de la província de Nuoro. L'any 2007 tenia 266 habitants. Es troba a la regió de Barbagia di Nuoro Limita amb els municipis de Bitti, Buddusò (OT), Nule (SS) i Pattada (SS).

## Administració
| Període | Identitat      | Partit        |
| ------- | -------------- | ------------- |
| 2005-   | Giovanni Mossa | Llista Cívica |